# Lijst van burgemeesters van Beek
Dit is een lijst van burgemeesters van de Nederlandse gemeente Beek in de provincie Limburg.
| Ambtsperiode                 | Naam burgemeester                       | Partij of stroming | Bijzonderheden                   |
| ---------------------------- | --------------------------------------- | ------------------ | -------------------------------- |
| 18?? - 1845?                 | F.T. Corten                             |                    |                                  |
| 1845 - 1848                  | W.G.H. Hennekens                        |                    |                                  |
| 1848 - 1855                  | P.J. Lemmens                            |                    |                                  |
| 1855 - 1884                  | Jan Lambert Lemmens                     |                    |                                  |
| 1884 - 1915                  | J.H. Lemmens                            |                    |                                  |
| 1915 - 1933                  | P.L. Janssen                            |                    |                                  |
| 1933 - 1937                  | jhr. Willem (W.) Michiels van Kessenich |                    |                                  |
| 1937 - 1942                  | J.J. van Sonsbeeck                      |                    |                                  |
| 1942 - 1943                  | Paul (G.J.P.) Schmalbach                | NSB                |                                  |
| 1943 - 1944                  | A.M.J.A. Regout                         | NSB                |                                  |
| 1944 - 1946                  | J.J. van Sonsbeeck                      |                    |                                  |
| 1947 - 1963                  | P.J.H. Minkenberg                       |                    |                                  |
| 1963 - 1981                  | Jhr. mr. P.W.M. van Meeuwen             | KVP                | eerder burgemeester van Bocholtz |
| 1981                         | Frans (F.A.A.H.) Breekpot               | CDA                | waarnemend                       |
| 1982 - 1998                  | Bert (A.G.J.) van Goethem               | CDA                |                                  |
| 1998                         | Ed (E.W.M.) Meijer                      | CDA                | waarnemend                       |
| 1998 - 2010                  | Armand (A.M.J.) Cremers                 | D66                |                                  |
| 2010 - 2011                  | Hub (H.J.) Meijers                      | PvdA               | waarnemend                       |
| 2011 - 2015                  | Ralf (R.K.H.) Krewinkel                 | PvdA               |                                  |
| 7 sept. 2015 - 15 febr. 2016 | Frans (F.H.H.) Weekers                  | VVD                | waarnemend                       |
| 16 febr. 2016 - heden        | Christine (C.E.) van Basten-Boddin      | D66                | [ 1 ]                            |